# Бородин, Владимир Андреевич
Владимир Андреевич Бородин (род. 1943) — советский и российский промышленный деятель и учёный, доктор экономических наук (1998), профессор (1997), действительный член Международной академии науки и практики организации производства, член-корреспондент Сибирской академии наук высшей школы.
Автор более 180 научных трудов, в том числе 12 монографий.

## Биография
Родился 10 октября 1943 года в селе Солонешном Солонешенского района Алтайского края.

### Образование
В 1965 году окончил Алтайский политехнический институт (ныне Алтайский государственный технический университет, АлтГТУ). В 1978 году Бородину была присуждена ученая степень кандидата технических наук, тема его диссертации — «Исследование и разработка масляных центрифуг с внутренним активно-реактивным приводом ротора для тракторных дизелей типа „А“ мощностью Ne-66-118 кВт (90-160 л. с.)». В 1998 году он защитил докторскую диссертацию на тему «Стратегия управления инновационной научно-технической фирмой», и в этом же году получил ученую степень доктора экономических наук. В 1993 году было присвоено ученое звание доцента, в 1997 году — профессора.

### Деятельность
Трудовой путь начал токарем на заводе «Трансмаш» в Барнауле. После окончания вуза более 30 лет работал в промышленном комплексе Алтайского края, пройдя ступени инженерной и управленческой карьеры от инженера до генерального директора (главный конструктор, главный инженер).
С 1982 года Владимир Бородин трудился в НПО «АНИТИМ» в должности главного инженера опытного завода, затем — заведующим научно-исследовательским отделом. С 1987 по 1997 год — генеральный директор ОАО «АНИТИМ». С 1997 по 2001 год являлся исполнительным директором Союза промышленников Алтая. С 2004 по май 2013 года руководил краевым государственным научно-исследовательским учреждением «Алтайский научно-образовательный комплекс». С мая 2013 по август 2016 года — директор Института стратегического развития АлтГТУ, с сентября 2016 года — советник генерального директора по науке ОАО «АНИТИМ».
С 1991 года В. А. Бородин одновременно параллельно с практической занимается научно-педагогической деятельностью в Алтайском государственном техническом университете. С 1999 по март 2008 года — заведующий кафедрой экономики и производственного менеджмента, с мая 2008 года по февраль 2010 — декан инженерно-экономического факультета, с февраля по август 2010 года — профессор кафедры «Менеджмент технологий», с сентября 2016 года — профессор кафедры международных экономических отношений АлтГТУ.
Начиная с 2000 года работает в диссертационном совете при Новосибирском государственном университете экономики и управления; также председатель Учёного совета инженерно-экономического факультета и член Учёного и научно-технического советов АлтГТУ.
Владимир Андреевич — член экономического Совета при Губернаторе Алтайского края, председатель президиума региональной общественной организации «Вольное экономическое общество Алтайского края», неоднократно избирался в состав Общественной палаты Алтайского края.
Заслуженный машиностроитель Российской Федерации (1995), награждён медалями Алтайского края «За заслуги перед обществом» (2007) и «За заслуги в труде» (2013).